# Bacteria acuminatocercata
Bacteria acuminatocercata är en insektsart som först beskrevs av Brunner von Wattenwyl 1907.  Bacteria acuminatocercata ingår i släktet Bacteria och familjen Diapheromeridae. Inga underarter finns listade.